# Münchener Freiheit
I Münchener Freiheit (conosciuti talvolta anche come semplicemente Freiheit) sono una delle band tedesche di maggior successo degli anni '80 e '90, con i suoi successi, pubblicati sia in tedesco che in inglese, ha ottenuto riconoscimenti internazionali. Il gruppo musicale pop è attivo dall'ottobre 1980. Il nome tradotto letteralmente significa "Libertà di Monaco". Il gruppo è stato fondato e prende il nome da un caffè omonimo a Monaco di Baviera, che ha anche altri negozi in città tra cui uno in Münchner Freiheit che è anche il nome di una piazza. La band è ancora attiva e ispira numerosi fan con le sue esibizioni. 
I componenti fondatori sono: Stefan Zauner (nato il 30 giugno 1952 a Gottinga) e Aron Strobel (nato il 26 gennaio 1958 a Schwäbisch Gmünd-Bargau) a cui si sono poi aggiunti Michael "Micha" Kunzi (nato il 27 agosto 1958 a Stoccarda), Alexander "Alex" Grünwald (nato il 7 settembre 1954 a Mindelheim) e Renard Henry "Rennie" Hatzke (nato il 30 novembre 1955 a Edmonton, Canada).
La band ottenne i primi notevoli successi con gli album Umsteiger e Licht, che erano ancora fortemente influenzati dalla Neue Deutsche Welle. Nel 1984 la band entrò in classifica per la prima volta con la canzone Oh Baby dall'album ''Herzschlag einer Stadt''. La band ha presentato tutti e tre i singoli dell'album nella Hit parade ZDF, e nel febbraio 1985 l'ha vinta con il brano SOS. La grande svolta arrivò però nel 1986: il singolo Ohne dich (schlaf' ich heut' Nacht nicht ein) (senza te questa notte non mi addormento) che rimase per settimane nella top 10 tedesca e salì persino in cima alle classifiche in Svizzera e Austria. Seguirono altri successi, come Tausendmal du (mille volte tu) e So lang’ man Träume noch leben kann (finché i sogni possano ancora vivere) e diversi album certificati disco d'oro, tra cui la compilation del febbraio '86 Von Anfang an (dall'inizio in poi) e Traumziel (meta da sogno) del novembre dello stesso anno. La collaborazione della band con il produttore svizzero Armand Volker, che ha creato il suono tipico della band, caratterizzato da registrazioni vocali elaborate (fino a 100 tracce), è stata particolarmente formativa. A quel tempo, le canzoni erano per lo più composte dal team Zauner/Strobel. Ciò valeva anche nel 1988 per l'album Fantasie, il più grande successo nelle classifiche della band (quarto posto negli album tedeschi). Con il brano Keeping the Dream Alive (versione in lingua inglese di: ''Solang' man Träume noch leben kann'' il gruppo ebbe risonanza a livello internazionale. L'ultimo grande successo fu la composizione di Hubert Kah: Liebe auf den ersten Blick (amore a prima vista) del 1992. Nel 1993 la band ha rappresentato la Germania all'Eurovision Song Contest, tuttavia, il suo titolo Viel zu weit (troppo oltre) si classificò solamente al numero 18. Nel 2001 la band Blumfeld ha dichiarato di essere stata fortemente influenzata nella loro musica dalla Münchener Freiheit. Nell'autunno del 2008, il successo Ohne dich (schlaf' ich heut' Nacht nicht ein) è stato incluso nei The 100 Hits of the Century

Grandi campagne pubblicitarie su Sat.1 hanno assicurato un ritorno della band nel 2009 e per la prima volta in 18 anni, un singolo dei Münchener Freiheit è entrato nella top 50 delle classifiche tedesche. L'album Eigene Wege (propri modi) ha raggiunto la top 10.
Nell'ottobre 2010, i Münchener Freiheit hanno celebrato il trentesimo anniversario della band e per l'occasione sono stati pubblicati un nuovo album in studio intitolato Ohne Limit (senza limite), il singolo da esso Seit der Nacht (dal quella notte) e una ristampa dei successi nell'album Alle Jahre, alle Hits.
Nel novembre 2011 il socio fondatore Stefan Zauner (voce solista, chitarra e tastiera elettronica) ha lasciato il gruppo per concentrarsi sui propri progetti futuri, sostituito da Stephan Thielen e successivamente da Tim Wilhelm.. 
I Münchner Freiheit hanno venduto in Europa oltre 5 milioni di dischi.
Nel frattempo, Stefan Zauner ha pubblicato tre CD da solista: Zeitgefühl (senso del tempo), Fabelhaft (favoloso) e Mensch ärger' dich nicht (non ti arrabbiare).
Il primo album con il nuovo cantante Tim Wilhelm, Mehr. è stato pubblicato in due versioni: come un normale CD e come edizione limitata con 2 CD; il primo Cd uguale a quello dell'edizione singola mentre il secondo Cd contenente nuove versioni dei dieci più grandi successi della band. Il singolo Meerfühl (sensazione di mare) è stato pubblicato il 27 settembre 2013 ed è stato nella top 10 di molte classifiche. Il 14 ottobre 2016 è stato pubblicato l'ultimo album Schwerelos (senza peso, imponderabile) con dieci nuove tracce.

## Composizione
Membri fondatori (4 componenti)
- Voce e chitarra: Stefan Zauner (fino al 2011)
- Chitarra e Voce: Aron Strobel
- Basso: Freddie Erdmann (fino al 1983)
- Batteria: Günter Stolz (fino al 1983)

Composizione dal 1983 al 2012 (5 componenti)
- Voce, chitarra, tastiera: Stefan Zauner
- Chitarra e voce: Aron Strobel
- Basso e voce: Michael "Micha" Kunzi (dal 1983)
- Tastiera, Sax e voce: Alexander "Alex" Grünwald (dal 1983)
- Batteria: Renard Henry "Rennie" Hatzke (dal 1983)

Composizione attuale (5 componenti)
- Voce e chitarra: Tim Wilhelm (dal 2012)
- Chitarra e voce: Aron Strobel
- Basso e voce: Michael "Micha" Kunzi (dal 1983)
- Tastiera, Sax e voce: Alexander "Alex" Grünwald (dal 1983)
- Batteria: Renard Henry "Rennie" Hatzke (dal 1983)

## Stile musicale
Lo stile musicale della band Münchner Freiheit è difficile da classificare in un genere musicale, originaria infatti della Neue Deutsche Welle, era vista più come una band pop negli anni '80 e all'inizio degli anni '90 ed era regolarmente presente in riviste giovanili come Bravo e in programmi TV come Formel Eins e Wetten, dass..?. Dalla metà degli anni '90 è apparsa quasi esclusivamente in spettacoli musicali di genere pop. Lo stesso vale per la radio; mentre i loro successi venivano trasmessi principalmente su stazioni rock/pop, oggi appaiono principalmente su canali televisivi di successo quali NDR, SWR, ecc. Le influenze dei Beatles, dei Beach Boys e della Electric Light Orchestra sono evidenti. Dal vivo, la band raggiunge toni più rock rispetto alle registrazioni in studio.

## Discografia

### Album in tedesco
- Umsteiger (1982)
- Licht (1983)
- Herzschlag einer Stadt (1984)
- Traumziel (1986)
- Fantasie (1988)
- Purpurmond (1989)
- Liebe auf den ersten Blick (1992)
- Energie (1994)
- Entführ' mich (1996)
- Schatten (1998) (con CD del lavoro di Klaus Voorman)
- Freiheit die ich meine (2000)
- Wachgeküsst (2002)
- Zeitmaschine (2003)
- Geile Zeit (2004)
- XVII (2007)
- Eigene Wege (2009)
- Ohne Limit (2010)
- Mehr (2013)
- Schwerelos (2016)

### Album dal vivo in tedesco
- Freiheit Live (1990)
- Alle Jahre-Alle Hits DVD del concerto dal vivo, 24 Feb. 2005 (2005)

### Raccolte in tedesco
- Von Anfang an (1986)
- Ihr größten hits (1992)
- Schenk mir eine Nacht (1994)
- Definitive Collection (1997/1998)
- Simply the Best (1999) (Ripubblicato come Hit Collection - Tausendmal Du nel 2008)
- Alle Jahre, Alle Hits (2005)

### Album in inglese
- Romancing in the Dark (1987)
- Fantasy (1988)
- Love is No Science (1990)

### Singoli in inglese
- Every Time disponibile su 7" e 12"
- Play It Cool disponibile su 7", 12", e CD
- Baby It's You disponibile su 7" ed CD
- Back To The Sunshine disponibile su 7" (South Africa, promotion only)
- Keeping The Dream Alive disponibile su 7", 12", cassetta e CD
- Kissed You in the Rain disponibile su 7", 12", cassetta, e CD
- Diana disponibile su 7", cassette, e CD (solo promozione)
- All I Can Do disponibile su 7", 12", and 3-inch-CD